# Személyi szabadság megsértése
A büntetőjogban a személyi szabadság megsértése a szabadság és emberi méltóság elleni bűncselekmény. 

„194. § (1) Aki mást személyi szabadságától megfoszt, bűntett miatt három évig terjedő szabadságvesztéssel büntetendő.
(2) A büntetés egy évtől öt évig terjedő szabadságvesztés, ha a személyi szabadság megsértését
a) tizennyolcadik életévét be nem töltött személy sérelmére,

b) aljas indokból vagy célból,

c) a sértett sanyargatásával,

d) védekezésre képtelen személy sérelmére,

e) fegyveresen,

f) felfegyverkezve,

g) jelentős érdeksérelmet okozva vagy

h) hivatalos eljárás színlelésével

követik el.
(3) A büntetés két évtől nyolc évig terjedő szabadságvesztés, ha a tizennyolcadik életévét be nem töltött személy sérelmére elkövetett bűncselekmény a (2) bekezdés b) vagy c) pontja szerint is minősül.”

## A korábbi szabályozás
A személyi szabadság megsértése bűntettét követi el, aki mást személyi szabadságától megfoszt vagy aki emberkereskedelemmel összefüggésben megszerzett és személyi szabadságától megfosztott sértett személyi szabadságának megfosztását fenntartja, és a sértettet munkavégzésre kényszeríti.

## Minősített esetei
- aljas indokból vagy célból: társadalmi, erkölcsi szempontok alapján kell megítélni, ide tartozik például a bosszú, nemi erkölcs elleni bűncsel.
- hivatalos eljárás színlelésével: a színlelt hivatalos megbízatás alapozza meg a súlyosabb megítélést
- a sértett sanyargatásával: például éheztetés, ivóvíz megvonása, a sértett halálfélelemben tartása, amely nem okoz testi sérülést.
- jelentős érdeksérelmet okozva: például ha a sértett a fogvatartása miatt nem tud egy üzleti tárgyaláson megjelenni.
- a 18. életévet be nem töltött személy sérelmére követik el.

## Jogi tárgya
A mozgás, a helyváltoztatás, a tartózkodási hely szabadsága, mint az emberi cselekvési szabadságának részei, az ezek sérthetetlenségéhez fűződő társadalmi érdek.

## Az elkövetési tárgy
A passzív alany: (sértett) bárki lehet, feltéve, hogy mozgási, helyváltoztatási szabadságának eredetileg a birtokában volt, pl. csecsemő sérelmére nem lehet elkövetni.

## Az elkövetési magatartás
A személyes szabadságától megfosztás.
Ide tartozhat a sértett elfogása és letartóztatása, a sértett megkötözése, bezárása. Ezek a magatartások aktív tevékenységet feltételeznek, a bűncselekmény mulasztással is elkövethető, (például bezárt személy ki nem engedése).
A jogszabály az elkövetés módjáról nem tesz említést, tehát a minősítés szempontjából közömbös, hogy a bűncselekményt erőszakkal, megtévesztéssel vagy fenyegetéssel követik-e el.
Az elkövetési magatartásnak mindig jogellenesnek kell lennie. Nem állapítható meg jogellenesség , ha például fenyegető életveszély elhárítása érdekében alkalmazzák, vagy a nevelés körében alkalmazott bezárás, amelyet szülő vagy pedagógus alkalmaz fenyítő jogának gyakorlása során.
A személyi szabadság megsértése ún. tartós bűncselekmény, addig tart, amíg a sértettet fogva tartják.
A bűncselekmény befejezett, amikor a sértett nem képes akaratának megfelelő mozgásra, helyváltoztatásra. Kísérlete elvileg nem kizárt, előfordulhat, hogy az elkövető cselekménye a sértett ellenállása miatt meghiúsul.
Az alany bárki lehet, hivatalos személyen kívül.

## Halmazat
A bűncselekmény rendbelisége a sértettek száma szerint alakul.

## Külső hivatkozások
- Nemzeti Jogszabálytár